# 白果镇 (万源市)
白果镇，原为白果乡，是中华人民共和国四川省达州市万源市下辖的一个乡镇级行政单位。2020年6月，撤销钟亭乡，将其所属行政区域划归白果镇管辖。

## 行政区划
白果镇下辖以下地区：
白果坝村、龙奔垭村、双叉河村、庄子坪村、文家坪村和扁桶峡村。